# Alexander von Humboldt
Friedrich Wilhelm Heinrich Alexander von Humboldt (Berlín, 14 de septiembre de 1769-Berlín, 6 de mayo de 1859) fue un polímata alemán, geógrafo, naturalista, explorador y defensor de la filosofía y la ciencia románticas. Era el hermano menor del ministro prusiano, filósofo y lingüista Wilhelm von Humboldt (1767–1835). El trabajo cuantitativo de Humboldt sobre la geografía botánica sentó las bases del campo de la biogeografía, mientras que su defensa de la medición geofísica sistemática a largo plazo fue pionera en el monitoreo geomagnético y meteorológico moderno. Humboldt y Carl Ritter son considerados los fundadores de la geografía moderna, ya que establecieron esta disciplina como una ciencia independiente.
Entre 1799 y 1804, Humboldt viajó extensamente por América, explorando y describiéndola por primera vez desde un punto de vista científico europeo no español. Su descripción del viaje fue recopilada y publicada en varios volúmenes a lo largo de veintiún años. Humboldt fue uno de los primeros en proponer que las tierras que bordean el océano Atlántico alguna vez estuvieron unidas (en particular, América del Sur y África).
Humboldt resucitó el uso de la palabra cosmos del griego antiguo y la asignó a su tratado en múltiples volúmenes, Kosmos, en el cual buscó unificar diversas ramas del conocimiento científico y la cultura. Este importante trabajo también promovió una percepción holística del universo como una entidad interactiva, lo que introdujo conceptos de ecología que llevaron a ideas ambientalistas. En 1800, y nuevamente en 1831, describió científicamente, basándose en observaciones generadas durante sus viajes, los impactos locales del desarrollo que causaban el cambio climático inducido por el ser humano.
Humboldt ha disfrutado de una difusión extraordinariamente elogiosa y, por ejemplo, ha sido considerado «padre de la ecología» y «padre del ambientalismo».
De los hermanos Humboldt, y especialmente de Alexander, ha sido referido el aprovechamiento por parte de ambos en sus obras de materiales ajenos, particularmente españoles o hispánicos, sin dar la referencia debida. Una importante acusación que ha recibido Alexander consiste en que, gracias a disfrutar de salvoconducto especial de la Corona española para viajar por la América hispánica, consultó con toda facilidad los archivos oficiales, siendo que algunos de estos materiales, cartográficos, por intermediación suya pudieron ser aprovechados por naciones extranjeras (Estados Unidos respecto de México).

## Infancia y primera juventud

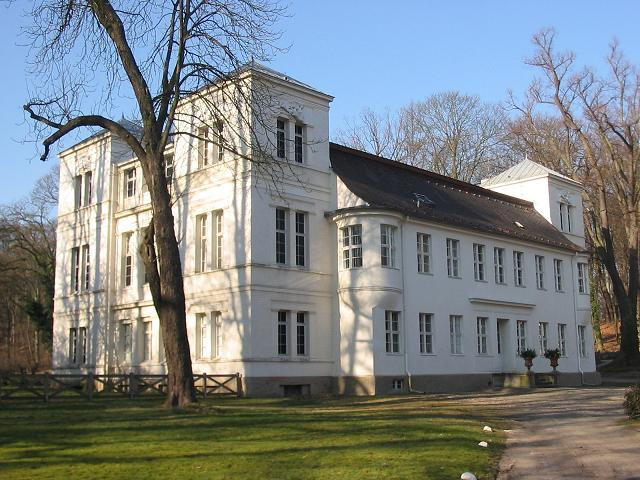
Fachada del Castillo de Humboldt, en el 2005. La mansión renacentista de Tegel se construyó en 1558 y se remodeló, en vida del Barón de Humboldt, al estilo clásico.

El padre de Alexander, originario de Pomerania (en la actual Polonia) fue oficial del ejército de Federico II el Grande de Prusia, y lo nombraron capellán de la Princesa de Prusia por sus méritos durante la guerra de los Siete Años. La madre, Marie Elisabeth von Holwede, procedía de una familia bien situada de raíces hugonotes, y, además, había heredado una fortuna tras enviudar de su matrimonio anterior.
Junto con su hermano Wilhelm, dos años mayor que él, Alexander fue educado en su hogar, el castillo de Tegel, por tutores particulares que estimularon su afición por la naturaleza. Su padre, quien murió cuando Alexander tenía diez años, había elegido educadores de pensamiento ilustrado; uno de ellos, inspirado por Rousseau, Joachim Heinrich Campe, ejerció una importante influencia sobre él y su hermano. Alexander se interesó ya de niño por la naturaleza, y concretamente por los insectos, las plantas y las piedras. Entre otras enseñanzas, recibió clases de dibujo y pintura, y a los 17 años expuso sus obras en la Academia de Berlín. Su talento artístico quedaría patente en las ilustraciones que acompañan sus libros de viajes. 
Alexander y Wilhelm tenían una relación particular con la casa real, la cual queda patente en el hecho de que el príncipe heredero fuera padrino de Alexander. La señora de Humboldt, viuda por partida doble, optó por una vida relativamente modesta para poder dedicar suficientes medios a la educación de sus hijos. Estos recibieron una sólida formación en lenguas antiguas y modernas, y tuvieron por profesores a especialistas cuyas clases de derecho y filosofía eran prácticamente de nivel universitario. Por medio de uno de ellos, ambos jóvenes entraron en contacto con la "Ilustración berlinesa". Durante su adolescencia, deseaba dedicarse a la carrera militar, pero su familia lo alejó de esta inclinación. Realizó su primer viaje formativo en la primavera de 1790, que lo llevó a lo largo del río Rin hasta los Países Bajos, y de allí al Reino Unido, con lo que empezó a soñar con navegar a otros continentes. El regreso a su país lo hizo en el marco de la Revolución francesa, lo que contribuyó al fortalecimiento de sus ideas liberales. 
Estudió en la Escuela de Minas de Freiberg y trabajó en un departamento del Gobierno, pero tras la muerte de su madre, a finales de 1796, renunció a su carrera de funcionario público prusiano, y se lanzó de lleno a sus ambicionados viajes científicos. Tenía disponibilidad de fondos económicos, fruto de su herencia, y se relacionaba con personalidades como Johann Wolfgang von Goethe y Friedrich Schiller.
Primero, viajó a París y planeó un viaje por África. Sin embargo, este último proyecto se vio truncado, por lo que decidió partir a explorar América del Sur y Centroamérica (en 1799). En compañía del francés Aimé Bonpland, y del novohispano Carlos de Montúfar (desde 1802), recorrió diez mil kilómetros en tres etapas continentales. Las dos primeras, en Sudamérica, partiendo de Cumaná y Caracas, y en el Alto Orinoco, visitando La Esmeralda y el río Casiquiare. La segunda, de Bogotá a Quito, por los Andes, y la tercera, recorriendo la Nueva España, donde obtuvo las autorizaciones necesarias para recorrer el vasto territorio, con la condición de que no revelara esa información al Gobierno de los Estados Unidos. Logró recopilar gran cantidad de datos sobre el clima, los recursos naturales, la orografía, la flora y la fauna de la región. En la Nueva España, se levantó, bajo su dirección, el primer censo nacional, e, impresionado por la riqueza y por la forma del territorio, lo calificó como "el cuerno de la abundancia".
Visitó Bogotá con el principal objetivo de entrevistarse con el botánico José Celestino Mutis, lo que le representó tener que remontar el río Magdalena y ascender por los caminos de los Andes. Realizó importantes estudios de los volcanes del Ecuador, donde fue recibido en Quito por los aristócratas locales.[cita requerida] Humboldt terminó sus viajes por América con una visita a Estados Unidos, donde fue huésped del presidente Thomas Jefferson, un aficionado de los estudios geográficos.
Finalmente, Humboldt, Bonpland y Montúfar regresaron a Europa desde Filadelfia, y llegaron el 30 de junio de 1804 a Francia. En París conoció a Simón Bolívar, quien solía decir que Humboldt era «el descubridor científico del Nuevo Mundo, cuyo estudio ha dado a América algo mejor que todos los conquistadores juntos». Humboldt conoció en París, en 1818, al joven científico peruano Mariano Eduardo de Rivero y Ustáriz, estudiante en la École Royale de Mines de París, de quien fue años después gran amigo y mentor, como fue del ecuatoriano Montúfar, quien volvió al Ecuador a luchar por la secesión de ese país.[cita requerida] Actualmente, se está revisando la valoración (en ocasiones, extrema) acrítica de la obra humboldtiana, así como su importante deuda intelectual con los universalistas españoles de la época (Lorenzo Hervás, José Celestino Mutis, Francisco Javier Clavijero, Juan Andrés y otros).

## Expedición por América

Los viajes de Alejandro de Humboldt a América (1799-1804)

### Viaje de Humboldt y Bonpland por Venezuela

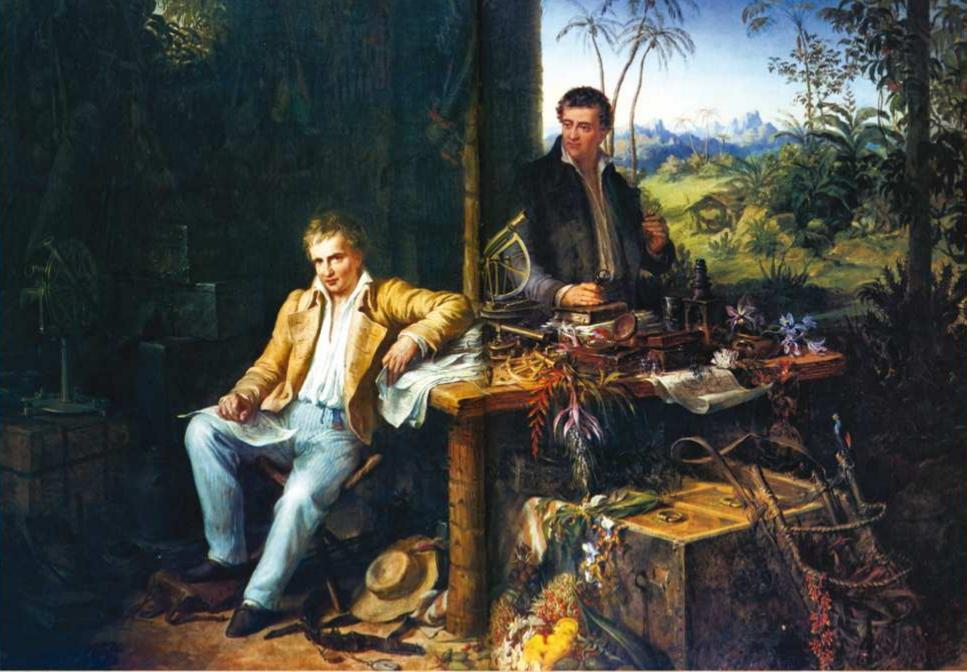
Alejandro de Humboldt y Bonpland, en la selva amazónica del río Casiquiare (óleo de Eduard Ender, hacia 1850).

Viajó con Aimé Bonpland a España, recorriendo a pie la costa mediterránea desde Marsella hasta las ciudades españolas de Barcelona, Valencia y Alicante. Al llegar a Madrid, gracias a que a lo largo del camino fueron tomando medidas de altitud, elaboraron el primer esquema seccional preciso del relieve de la península ibérica. En Madrid obtuvo dos salvoconductos, uno otorgado por Mariano Luis de Urquijo y el otro extendido por el Consejo de Indias, para realizar la expedición a tierras americanas.
El 5 de junio de 1799 zarpan de La Coruña a bordo de la corbeta de guerra Pizarro y 14 días después hacen escala en las islas Canarias, donde organizan una expedición para subir hasta el cráter del volcán Teide y entablar reuniones con científicos de Tenerife. Retoman el rumbo hacia las Indias Españolas con dirección a La Habana y México, pero una epidemia de fiebre tifoidea desatada en la embarcación los hace desviarse hacia tierra firme y desembarcar en Cumaná, al oriente de Venezuela, el 16 de julio de ese año. Desde allí, recorren la península de Araya, Cumanacoa, el valle de Caripe, la cueva del Guácharo, el lago de Guanoco, las misiones de San Fernando y otros lugares del actual oriente venezolano. Seguidamente, parten hacia el puerto de La Guaira, haciendo escala en Higuerote, desde donde Bonpland continúa el viaje por tierra. El 20 de noviembre, llega Humboldt a La Guaira y emprende marcha hacia Caracas. Allí, se encuentra con Bonpland y son recibidos por el gobernador y capitán general Manuel de Guevara Vasconcelos, quien se ocupa de atenderlos.[cita requerida]
Ya instalados, ambos viajeros (Humboldt y Bonpland) se dedican a explorar los alrededores de la ciudad, y el 2 de enero de 1800 ascienden a la Silla de Caracas que, junto al pico Naiguatá y el cerro el Ávila, conforman la cadena montañosa que los aborígenes llamaban Waraira Repano.[cita requerida] Los acompañó Andrés Bello, quien pronto sería reconocido como El Patriarca de las Letras Americanas. Luego parten hacia los valles del Tuy y Aragua, visitan Antímano, La Victoria, Turmero, Maracay, Valencia, Guacara, Las Trincheras y Puerto Cabello. Desde allí, se dirigen a los llanos centrales pasando por Calabozo y San Fernando de Apure. Siguen hacia la Guayana venezolana y recorren los pueblos de misión hasta llegar a San Carlos de Río Negro. Exploran el río Orinoco, sus afluentes y en particular el brazo Casiquiare, un peculiar afluente que comunica las cuencas del Orinoco y el Amazonas. Visitan Angostura (actual Ciudad Bolívar) y desde allí se dirigen por El Pao a Barcelona y luego a Cumaná, terminando así el recorrido por el territorio de Venezuela.[cita requerida]
En términos generales, la expedición se ocupó del estudio de los recursos naturales (flora, fauna, minerales, ríos, suelo, fenómenos, etcétera), así como de la observación de las costumbres indígenas y del resto de la sociedad. Bonpland fue el encargado de recolectar las plantas, la mayoría de ellas desconocidas por la ciencia de la época, y de colaborar con Humboldt en la redacción posterior de varios trabajos.[cita requerida]

### Viaje de Humboldt y Bonpland por el Nuevo Reino de Granada
En marzo de 1801, Humboldt y Bonpland regresan al continente americano, tras haber estado en las tierras insulares de Cuba, particularmente en La Habana, Batabanó y Trinidad, llegando por accidente a Cartagena de Indias, luego de que una tormenta desviara su barco.[cita requerida]
Allí conocen a José Ignacio de Pombo, quien les narró los esfuerzos que en Bogotá realizaba el sacerdote José Celestino Mutis al frente de la llamada Real Expedición Botánica del Nuevo Reino de Granada. Esto los determinó a cambiar los planes y dirigirse al interior del Nuevo Reino.[cita requerida]
El historiador Michael Zeuske, de la Universidad de Colonia, Alemania, considera, en su tesis Alexander von Humboldt y la comparación de las esclavitudes en las Américas, que:

«El primer territorio americano visitado por Humboldt que no era parte de la periferia del imperio colonial hispánico (como Cumaná, Caracas, los llanos, Guayana, Parime, el Orinoco o Cuba [...]) fue el Nuevo Reino de Granada. La Nueva Granada era un centro en el sentido de “reino”, o, mejor, “reyno”, es decir, las partes del virreinato, gobernadas directamente por un virrey (en su tiempo, el burócrata Pedro Mendinueta). En cuanto a la experiencia de Humboldt en este territorio, podemos comprobar tres aspectos de su viaje en real time: su predisposición de científico reformador, muy reforzada por sus experiencias en la Venezuela politizada, y su manejo de las complicadas redes de comunicación en cuanto a tres fenómenos que tenían que ver unos con otros: la revolución de Haití (que entre 1797 y 1802 ostentaba cierta estabilidad bajo Toussaint), el autonomismo de los criollos y la esclavitud.»

Sin embargo, la llegada de Humboldt apenas fue considerada por el gobernador Regio de Cartagena de Indias, Anastasio de Zejudo, quien escribió al virrey el 10 de abril de 1801:

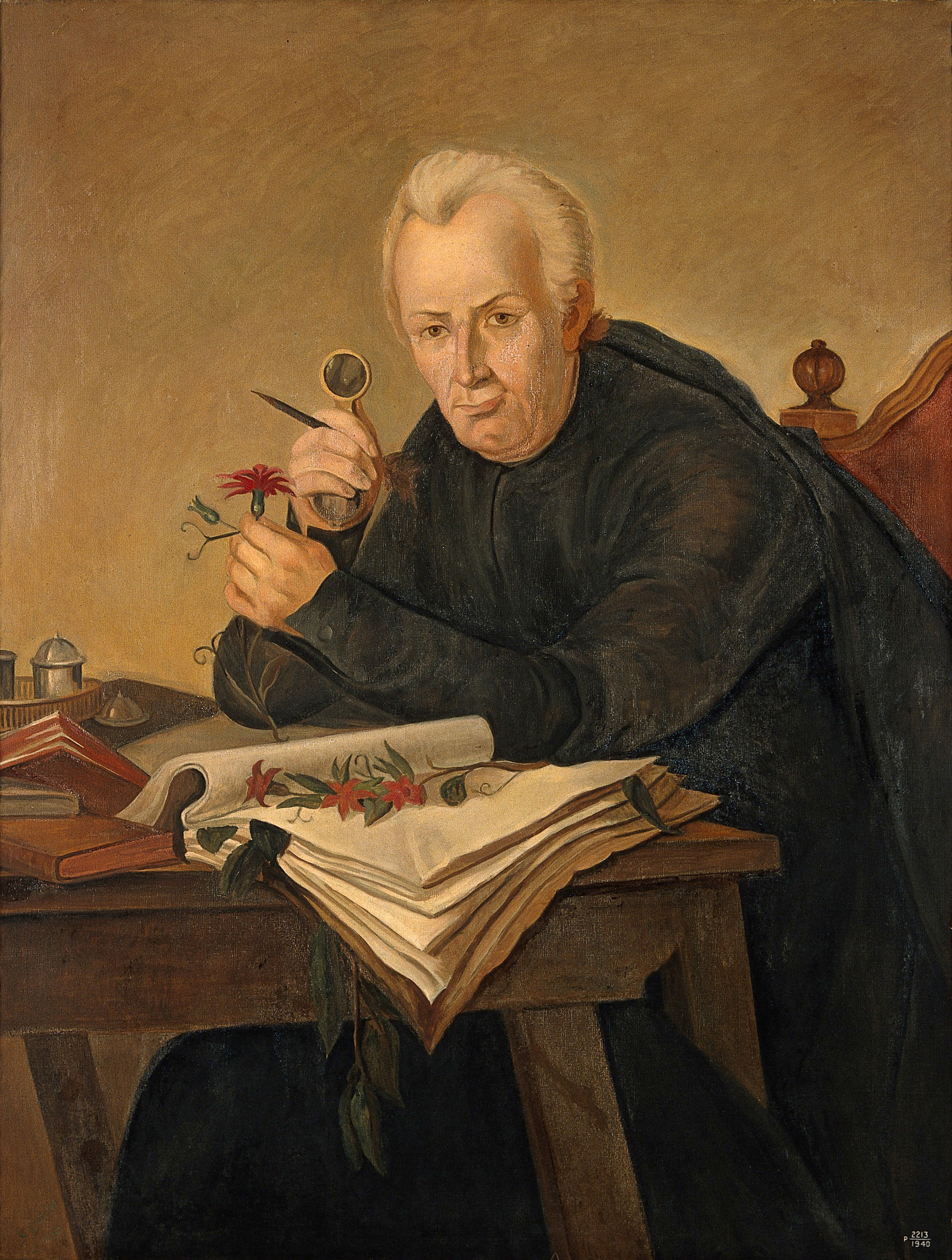
José Celestino Mutis

… Rieux se me presentó ayér, y en vista delo q.e Vm. me dice le entregué su Pasaporte corriente, y saldrá luego p.a esa con el Prusiano Baron de Humboldt, á quién sin embargo de no habér órdenes aquí sobre el particular, le he permitido pase á presentarse á Vm., con respeto á la R.l orn [Real orden] que me manifestó, y por solo laqué [sic] le han permitido diferentes Gobernadores el uso desu [sic] comisión.

El citado Zeuske señala:

«Para los funcionarios imperiales, en la primera parte de su viaje, Humboldt no merecía una noticia en sus procederes burocráticos, con excepción de Vicente de Emparán en Cumaná. Eso se puede demostrar también con la correspondencia de Pedro Carbonell, gobernador y capitán general de Caracas: "Por aquí ninguna novedad particular; han llegado a Cumana los Correos [uno de ellos el barco que transportó a Humboldt y Bonpland – M.Z.] de Agosto y Sep.re [de 1799]...". No da cuenta ni de la llegada de Humboldt. El gobernador de Cartagena tampoco escribe nada sobre Humboldt en ninguna de sus siguientes cartas al virrey.»

Llegada a Bogotá

Nuestra entrada en Bogotá constituyó una especie de marcha triunfal. El Arzobispo nos había enviado su carroza, y con ella vinieron los notables de la ciudad, por lo cual entramos con un séquito de más de sesenta personas montadas a caballo. Como se sabía que íbamos a visitar a Mutis, quien por su avanzada edad, su prestigio en la Corte y su carácter personal es tenido en extraordinario respeto, procuróse por consideración a él, dar a nuestra llegada cierta solemnidad, honrándolo a él en nuestras personas. Por exigencias de la etiqueta, el Virrey no puede comer en la Capital en compañía de nadie, y así nos invitó a su residencia campestre de Fucha. Mutis había mandado habilitar para nosotros una casa cerca de la suya, y nos trató con extrema afabilidad. Es un anciano y venerable sacerdote de unos 72 años, muy rico además: el Rey paga 10 000 duros anuales por la Expedición. Desde hace quince años trabajan a sus órdenes treinta pintores; él tiene de 2000 a 3000 dibujos en folio, parecidos a miniaturas. Excepto la de Banks, de Londres, nunca he visto una biblioteca más nutrida que la de Mutis.

Mútis y la Expedición Botánica

El barón de Humboldt venía a la Nueva Granada... con el propósito de trazar el mapa de la región norte del Amazonas y comparar sus colecciones con las del botánico José Celestino Mutis. Lo que no esperaba encontrar era un equipo tan organizado de herbolarios y pintores trabajando en tan magna empresa. Con la generosidad propia de su espíritu, elogió ampliamente la obra de Mutis y enfatizó su admiración por los trabajos pictóricos. Así lo manifestó también más tarde en la correspondencia que sostuvo con Don José Celestino Mutis.

### Humboldt en Cuba
Las dos estancias del barón Alejandro de Humboldt en Cuba suman en total unos tres meses: del 19 de diciembre de 1800 hasta el 15 de marzo de 1801, y del 19 de marzo hasta el 29 de abril de 1804. En ambas ocasiones estaba, en cierto sentido, de tránsito: primero camino de Venezuela a Colombia, y en la siguiente, de México a Estados Unidos.
Su estancia en la isla fue fructífera. Su libro Ensayo político sobre la isla de Cuba describe de manera sistemática las características de dicha isla y finaliza describiendo su viaje hacia Batabanó y Trinidad. Como un añadido posterior hace un alegato contra la esclavitud de gran valor ético. Ello le arranca esta confesión: "Desde que el perfeccionamiento del arte de la navegación y la creciente actividad comercial de los pueblos ha acercado las costas de ambos continentes, desde que La Habana, Río de Janeiro y Senegal casi no nos parecen sitios más lejanos que Cádiz, Esmirna o los puertos del Báltico, uno duda al querer atraer la atención del lector hacia una travesía desde las costas de Caracas hasta la isla de Cuba. El Mar de las Antillas es hoy tan conocido como el Mediterráneo".
En el contexto de las Antillas, Cuba también constituye un caso excepcional: su larga tradición como lugar de asentamiento y su fuerte identidad nacional —que puede sorprender en un país que fue dependiente por más tiempo que otros—, la distinguen de otras islas y la acercan a las naciones de Europa. La Habana, ante el recién llegado de entonces, parece al mismo tiempo metrópoli y colonia. Cuba ocupa un sitio especial en la topografía imaginaria de Humboldt: como frontera geográfica entre la América del Norte y la del Sur, como eslabón imaginario entre América y Europa, como pausa necesaria en el viaje de Venezuela a Colombia y de México a los Estados Unidos.
Además, como región civilizada en comparación con los paisajes arcaicos de los llanos, de la selva y del Orinoco; como terreno relativamente familiar en medio de lo ajeno. Cuba viene a ser el espacio intermedio de Humboldt, un microcosmos de su viaje a América, en el que los más disímiles fenómenos observados parecen sintetizarse y coexistir contradictoriamente. Es considerado el "segundo descubridor" de la isla después de Colón.

### Viaje por Nueva Granada, Quito y el Perú: Caldas y Montúfar

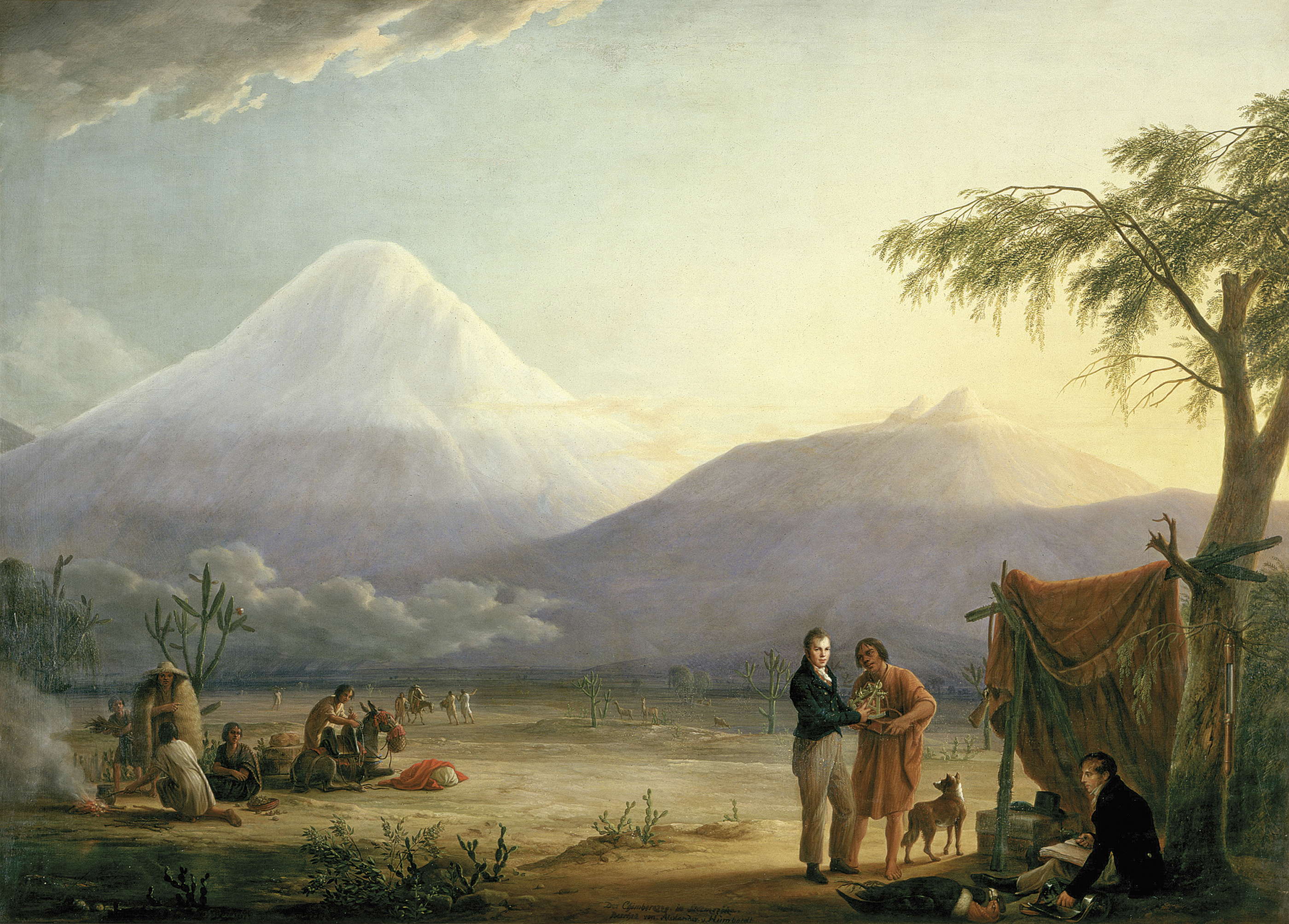
Alejandro de Humboldt y Aimé Bonpland al pie del volcán del Chimborazo, cuadro de Friedrich Georg Weitsch (1810)

Desde Bogotá, cruzando el altiplano andino, el alemán llegó hasta Quito. En Quito, capital de la Real Audiencia de Quito, Humboldt es recibido en 1802 por los nobles locales, entre ellos, la familia de Juan Pío Montúfar, marqués de Selva Alegre, junto con su hija Rosa Montúfar y su hijo Carlos de Montúfar. Luego Humboldt realizó varias ascensiones a los Andes ecuatorianos, entre ellos al Chimborazo, el nevado más alto del Ecuador. También subió el volcán Cayambe. Humboldt recorrió prácticamente toda la sierra del Ecuador, realizando mediciones de las montañas y recolectando plantas. El alemán se mostró muy interesado en el estudio de las ruinas incaicas existentes en el actual Ecuador, como el castillo de Ingapirca, en la provincia del Cañar. Realizó también una importante ascensión al volcán Pichincha, monte tutelar de Quito, en compañía del joven Montúfar. Se alojó en la residencia palaciega de los marqueses de Selva Alegre y fue recibido por otras importantes familias nobles de Quito, como los marqueses de Maenza, quienes lo atendieron en su hacienda de La Ciénega, en las cercanías del volcán Cotopaxi y de la ciudad de Latacunga, que también estudió.
Su presencia en Quito motivó acres comentarios del naturalista Francisco José de Caldas, quien escribió que en Quito, a diferencia que en Bogotá, el alemán se había hecho amigo de «jóvenes obscenos y disolutos», que practicaban «amores impuros». Relató que, supuestamente, antes de la ascensión al Pichincha, Humboldt se amaneció en una juerga con Montúfar.
Caldas se encontró en Quito con Humboldt, y se sumó a algunos de sus recorridos con la esperanza de formar parte del resto de la expedición del alemán. No obstante, Humboldt —quien como se sabe se costeaba todos sus gastos— no quiso que continuara en la expedición hacia el Perú y México, lo que al parecer molestó a Caldas. Este acusó luego a Humboldt de visitar casas en Quito en donde «el amor impuro rige», y de poner sus pasiones por encima de los nobles propósitos de la ciencia: «se apodera esta pasión vergonzosa de su corazón y ciega a este joven sabio hasta un punto que no se puede creer», dijo en una carta a José Celestino Mutis. Calificó a Montúfar como un «Adonis ignorante, sin principios y disipado», y llegó a insinuar que hubo una relación sexual entre ellos al afirmar que «Venus se ha mudado de Chipre a Quito».
El marqués de Selva Alegre, padre de Carlos, le permitió acompañar al alemán en su gira por la América española, pagando una fuerte suma de dinero por el viaje del joven Montúfar, lo que incluyó su manutención. Al respecto, comentó Caldas amargamente: «El señor barón de Humboldt partió de aquí (Quito) el ocho del corriente (junio de 1802) con Mr. Bonpland y su adonis, que no le estorba para viajar como Caldas». Esta podría ser una de las razones por las que Humboldt prefirió llevar al joven aristócrata, a pesar de que no era un científico experimentado como ya era en su momento Caldas.
Carlos de Montúfar llevó un diario del viaje, que inicia en Quito y termina en Cajamarca, en el Perú (1802). En él hizo importantes anotaciones, como la referente a la ascensión de la expedición al Chimborazo. Mencionó también la visita a la fortaleza incaica de Ingapirca, y las costumbres de la población indígena de Cuenca. Montúfar estuvo en la expedición durante todo el trayecto por los actuales Ecuador, Perú, México y Estados Unidos. Incluso llegó con Humboldt hasta París, en donde se separaron, pues el joven quiteño tenía previsto estudiar en España.
En 1805, Montúfar viajó a España, llevando consigo varias cartas de recomendación del alemán. Durante algún tiempo, además, recibió ayuda económica de Humboldt, a quien escribió una carta llamándole «amado amigo». Pasó, al parecer, necesidades en España, pues una carta de crédito de 5000 reales con la que viajó desde Quito no le fue pagada en Madrid. Antes de separarse de Humboldt en París, el barón le dio 8000 reales para sus gastos y le hizo luego varios giros desde Berlín, por medio del sistema existente en la época de cartas de crédito (libranza) entre banqueros corresponsales. Una carta encontrada en el archivo de Humboldt en Berlín muestra los pedidos de ayuda económica de Montúfar al sabio alemán, pero no se sabe si finalmente pudo pagar dichos préstamos. En la misma carta, el joven noble criollo llama a Humboldt «mi padre y amigo».
Las cartas de Caldas sobre la relación con Carlos Montúfar son consideradas, hasta hoy, algunas de las insinuaciones más importantes sobre la posible homosexualidad de Humboldt, aspecto sobre el cual se han pronunciado importantes intelectuales alemanes en los siglos XIX y XX. De Loja (Ecuador), se dirigieron a Cajamarca (Perú), y luego viajaron a Lima para instalarse en el vecino puerto de El Callao, lugar donde realizó mediciones de temperatura oceánica en el Pacífico, que le permitieron a la postre descubrir la corriente fría que en su honor lleva su nombre y que ya había sido intuida por José de Acosta. Estudió además el guano y sus propiedades fertilizantes para la agricultura. Luego se embarcaron rumbo a Guayaquil, para más adelante viajar a México. En el año 2019, se celebró el 250.º aniversario del nacimiento de Humboldt. En Ecuador, se reconstruyó su balsa, conformada por una casa central, un cultivo y un fogón para preparar los alimentos durante la navegación; está ubicada en el Río Daule, Guayaquil. Además, se puso en marcha un Humboldt-Mobil dedicado al explorador alemán. En su interior hay una serie de objetos que facilitan el acercamiento al personaje como lentes de realidad virtual, cómics, películas, exposiciones e instrumentos científicos.

### Viaje por Nueva España (México)

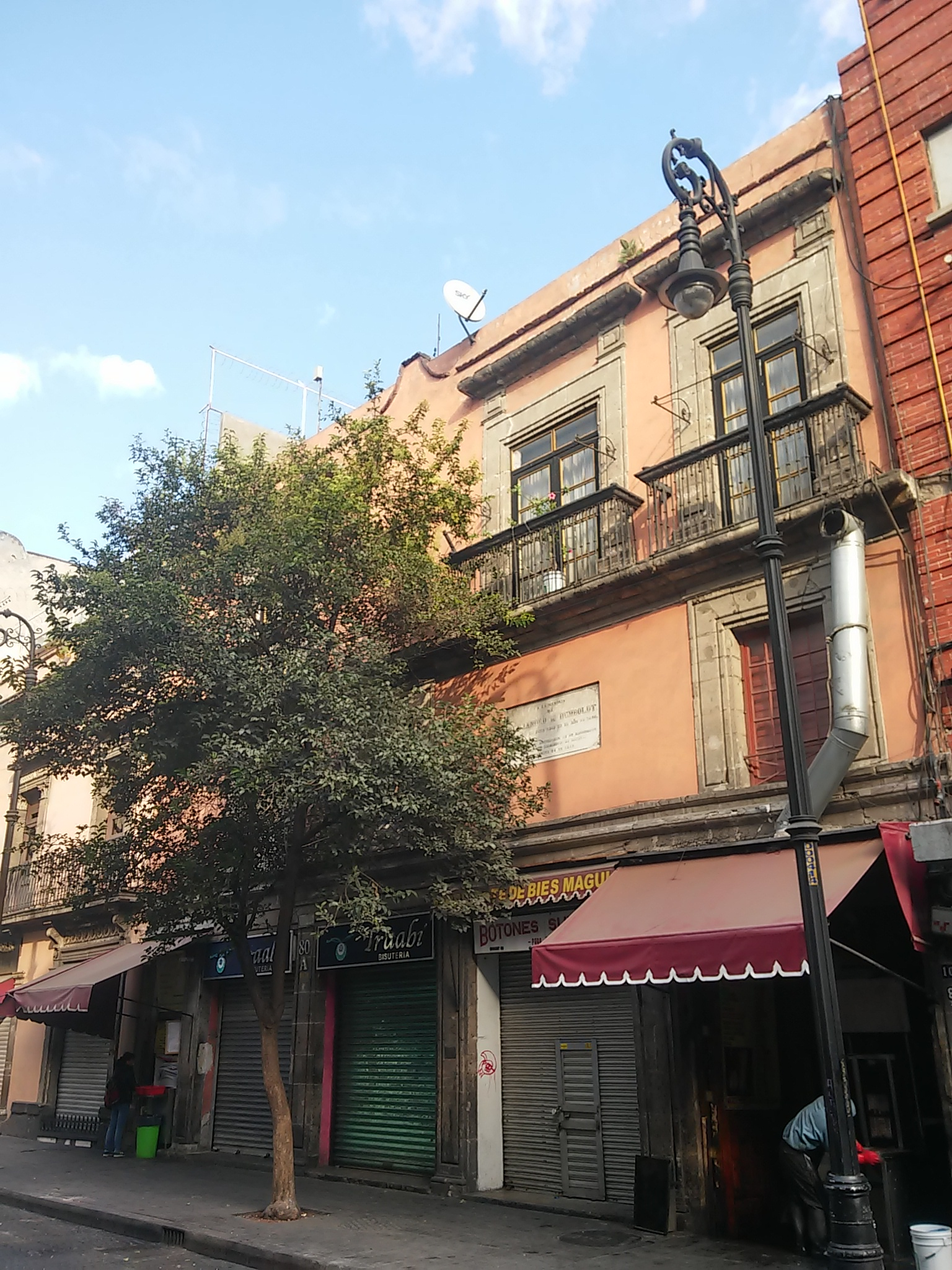
Casa donde vivió Humboldt durante su estancia en la Ciudad de México, ubicada en la calle República de Uruguay 80, en el centro histórico.

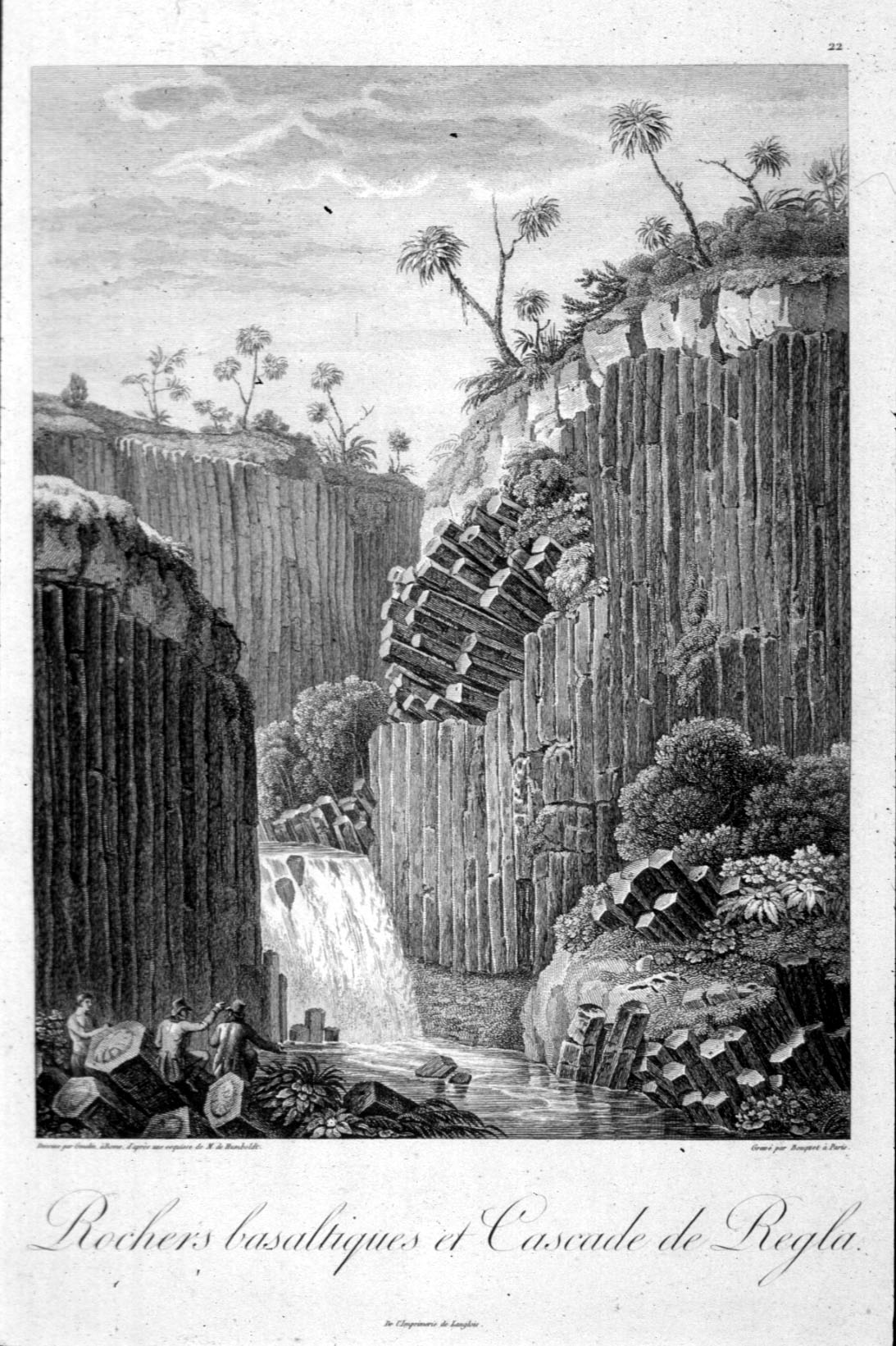
Prismas basálticos de Santa María Regla, por Alejandro de Humboldt, publicado en el libro Vue des Cordillères et monuments des peuples indigènes de l'Amérique (“Vista de la Cordillera y monumentos de los pueblos indígenas de América”).

El 22 de marzo de 1803 llegó con una fragata española de Guayaquil (Ecuador) a Acapulco, el puerto mexicano del Pacífico. Visitó las cercanías y las describió en su diario, antes de proseguir su viaje el 29 de marzo por Chilpancingo y Taxco hasta la Ciudad de México (a donde llegó el 12 de abril). En un México construido con las ruinas de la capital de los aztecas, Humboldt descifró el calendario azteca o Piedra del Sol que fue desenterrado en la plaza Mayor, e hizo varias excursiones por los alrededores.
Por ejemplo, visita las minas de Pachuca, Real del Monte, Morán y Guanajuato y los impresionantes alcantarillados de la ciudad en Huehuetoca. Además sube el 19 de septiembre de 1803 a la cumbre del Jorullo, emergido de las entrañas de la Tierra cuarenta y cuatro años antes en el estado de Michoacán. Sus historias sobre el volcán se difunden rápidamente en Europa y atraen numerosos aventureros que quieren experimentar por sí mismos lo que ha descrito Humboldt en sus textos. El Jorullo se volvió el volcán más conocido entre los científicos.
En enero de 1804 Humboldt regresó a la alcantarilla de Huehuetoca y escribió sobre su penosa construcción; lamentó sobre todo las inhumanas condiciones de trabajo de los indios. También se preocupó de las circunstancias en las minas coloniales; escribió un amplio informe sobre la mina de Guanajuato e intercedió en favor de los trabajadores. Estuvo muy activo en la Ciudad de México: planeó perfiles geológicos, atendió exámenes del Colegio de Minería y visitó varias instituciones y a diversos eruditos. Calificó las condiciones en las cuales trabajaban los institutos como modélicas, ante todo debido a que blancos e indios trabajaban juntos en ellos.
El 20 de enero de 1804 sale del centro cultural iberoamericano y va a Veracruz. Durante este viaje mide el Popocatépetl, con aproximadamente 4560 metros sobre el nivel del mar; el Iztaccíhuatl y escala el Cofre de Perote. La medición de los volcanes es una evidente prioridad de su viaje, en particular el pico de Orizaba, que Humboldt midió solo de lejos; esto tiene una importancia para los navegantes que se acercaban a la costa mexicana. Durante su estancia en la intendencia de Puebla, visitó la pirámide de Cholula, calculando su altura en 54 metros de elevación perpendicular y 349 metros de anchura horizontal en su base; sus lados orientados con exactitud a los meridianos y paralelos; desde su cima realizó gran número de observaciones astronómicas. Registró en su obra Ensayo Político sobre el Reino de la Nueva España que en esta provincia se hablan tres lenguas enteramente distintas; el mexicano (náhuatl), el totonaco y el tlapaneco. La primera es propia de los habitantes de Puebla, de Cholula y de Tlaxcala; la segunda de los de Zacatlán y la tercera se conserva en las inmediaciones de Tlapa. Después de su estancia en Veracruz (18 de febrero hasta el 7 de marzo) continúa su viaje por La Habana hacia los Estados Unidos.
En agosto de 1804 —después de cinco años de viaje— Alejandro de Humboldt regresa con su material científico a París y es recibido y celebrado por diez mil personas. Entusiasmó y cautivó a la gente con su curiosidad y su saber. El tiempo siguiente lo pasa en París analizando sus resultados, en 1807 se muda a esta ciudad. Luego apoya a varios científicos y artistas (entre ellos el matemático Karl-Friedrich Gauss y el músico Felix Mendelssohn Bartholdy), y aconseja al joven Werner von Siemens con la fundación de su empresa. Los planes para su “segunda vocación en la vida”, un viaje de investigación a Asia, son obstaculizados una y otra vez. Humboldt y Bonpland publican varias obras de manera conjunta, la más importante de las cuales es el Viaje a las regiones equinocciales del Nuevo Continente, aparecida en francés, en 13 volúmenes, entre 1816 y 1831.

### Visita a Estados Unidos
El remate a la gran expedición americana fue una visita a los Estados Unidos, donde Humboldt ya era considerado como investigador y científico. Su visita la aprovechó el presidente Thomas Jefferson, quien lo tuvo tres semanas como «huésped» en Washington D. C. y Filadelfia. Además de sondear las ideas de su huésped acerca de los límites estadounidenses con relación a los ríos Sabina o Grande y un canal interoceánico, Jefferson ordenó al secretario del Tesoro, Albert Gallatin, hacer copias de los mapas y otros materiales del científico.
El 19 de junio, Humboldt tuvo que pedirle a James Madison que le recordara a Gallatin la devolución de algunos de sus materiales:
«... Siento que volveré a este hermoso país, en unos pocos años. El camino desde el Missouri hasta el Océano Pacífico será abierto... A través del mismo correo, le ruego recordar al Sr. Gallatin mis mapas de México».
Humboldt, crítico del sistema esclavista, se refirió a esta explotación inhumana en muchas oportunidades; una de ellas es la carta que dirigiera el 20 de junio de 1804 a William Thornton.

### Resultados
Entre 1804 y 1827 se estableció en París, donde recopiló y publicó el material recogido en su expedición, contenido todo él en treinta y tres volúmenes que llevan por título Viaje a las regiones equinocciales del Nuevo Continente. Uno de los hallazgos derivados de sus expediciones es el estudio sobre el vulcanismo y su relación con la evolución de la corteza terrestre. Durante su estadía en el Perú, Alexander von Humboldt pudo percatarse de la diferencia de temperaturas del océano Pacífico en determinadas épocas del año, especialmente las aguas frías que provienen desde el sur del continente americano en su desplazamiento hasta el norte, pasando por la costa peruana. De allí comenzó a llamarse esta corriente oceánica como corriente de Humboldt.

## Últimos años
En 1827 regresó a Berlín, fue nombrado chambelán del rey Federico Guillermo III de Prusia y se convirtió en uno de sus principales consejeros, por lo que realizó numerosas misiones diplomáticas por encargo imperial.

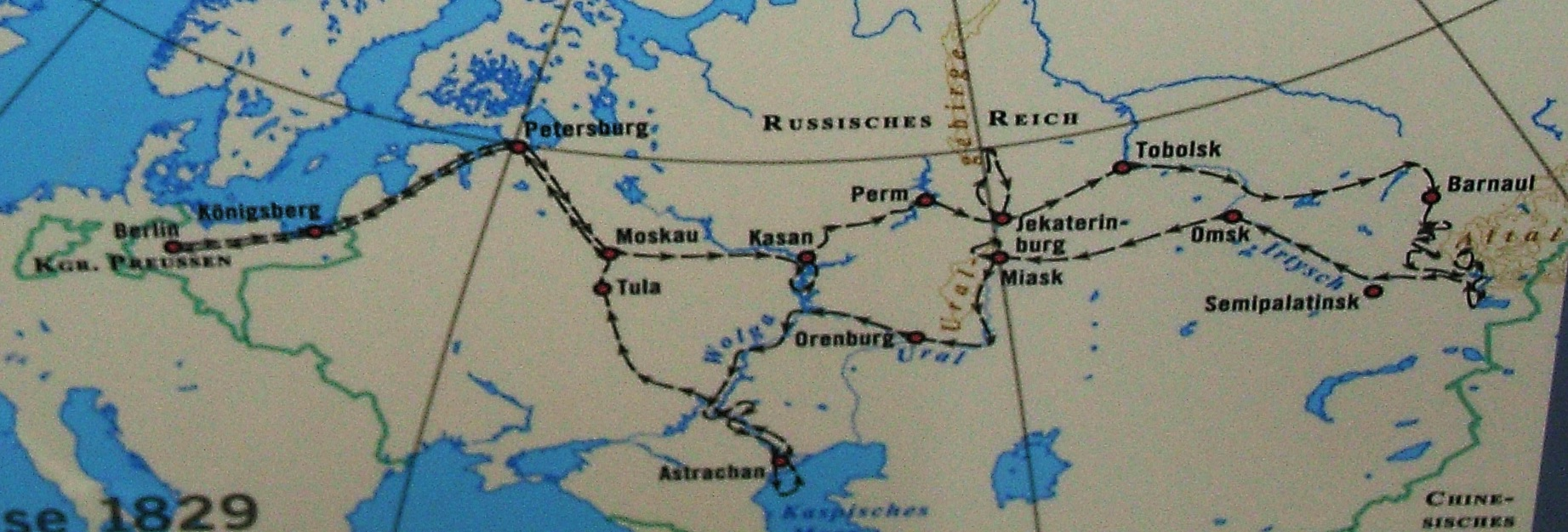
Mapa de la expedición de Humboldt a Rusia en 1829

Hacia el otoño de 1829, por encargo del zar Nicolás I, efectuó un viaje a los Urales, con el objeto de hallar nuevos yacimientos de platino, así como de oro y de otros minerales. En la primavera de 1829, partió en su misión geológica, hallando, además de tales minerales, diamantes. Acto seguido se dirigió a Tobolsk para finalmente arribar al río Obi. Desde allí visitó el macizo del Altái y luego Dzhungaria, en la frontera con China. A su retorno se dirigió hacia Astracán en el mar Caspio. Finalmente, en noviembre de 1829 arribó a San Petersburgo, donde fue recibido con honores por la nobleza, y pronunció un discurso en la Academia Imperial de Ciencias, resaltando la importancia de la colaboración científica internacional. Durante los últimos veinticinco años de su vida, se concentró principalmente en la redacción de Cosmos, monumental visión global de la estructura del universo. Humboldt es considerado uno de los últimos ilustrados. Tras haber gastado toda su fortuna, murió en 1859 en Berlín, sin dejar descendientes. Sus restos fueron sepultados en el panteón de Tegel. 

## Contribuciones de Humboldt a la ciencia

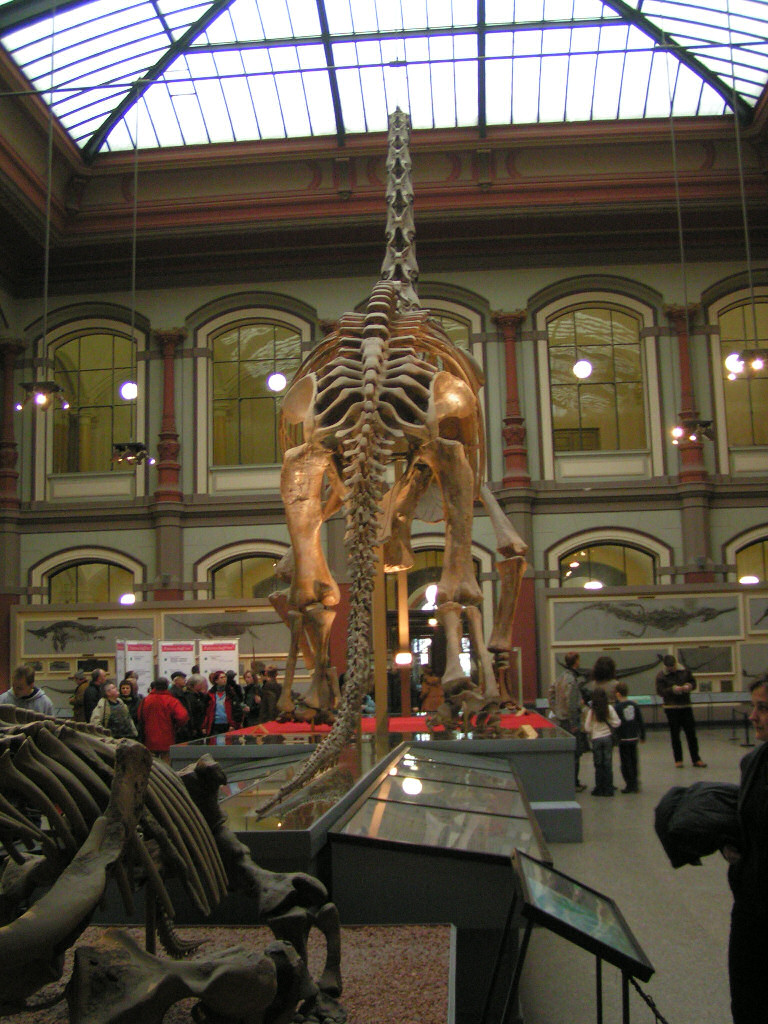
Esqueleto de Brachiosaurus brancai en el Museo de Historia Natural Humboldt (Museum für Naturkunde), Berlín

Los textos suramericanos de Humboldt comprenden treinta volúmenes publicados en treinta años. Compuestos de libros científicos, atlas, tratados de geografía y economía de Cuba y México, una narrativa de sus viajes y un examen crítico de la historia de la geografía del Nuevo Continente. En sus Vistas de las cordilleras y monumentos de los pueblos indígenas de América, utiliza por primera vez imágenes de manera que son elemento fundamental y no una mera ilustración. Están basadas en sus propios dibujos y son impresas con la técnica de la litografía como láminas, algunas en color. Humboldt escribe sus textos científicos en colaboración con otros científicos. Dedicó el volumen consagrado a geología a su amigo Goethe. En su Cosmos, cuyo objetivo era comunicar la excitación intelectual y la necesidad práctica de la investigación científica, describe en cinco volúmenes todos los conocimientos de la época sobre los fenómenos terrestres y celestes.
Se atribuye a Humboldt la invención de nuevas expresiones, como isodinámicas, isotermas, isoclinas, Jurásico y tempestad magnética. Desarrolló las bases de la geografía física, la geofísica y la sismología. Demostró que no puede haber conocimiento científico sin experimentación verificable.
- La abreviatura «Humb.» se emplea para indicar a Alexander von Humboldt como autoridad en la descripción y clasificación científica de los vegetales.[47]

## Epónimos
- Corriente de Humboldt    corriente costera fría en el Mar Pacífico, antes llamada Corriente de Perú
- Parque nacional Alejandro de Humboldt   parque nacional en Cuba, Patrimonio Común de la Humanidad
- Bahía de Humboldt     bahía en la costa norte de California, Estados Unidos de América.
- Mar de Humboldt    mar de la luna
- Reserva nacional Pingüino de Humboldt   reserva e Chile, compuesta por tres islas
- Jardín Botánico Humboldt  jardín botánico en construcción en los EUA.
- Universidad Alejandro de Humboldt   Universidad privada en Venezuela
- Pico Humboldt, en el parque nacional Sierra Nevada, en Venezuela
- Monte Humboldt es el segundo pico más alto de Nueva Caledonia
- Instituto de Investigación de Recursos Biológicos Alexander von Humboldt en Colombia

## Posteridad

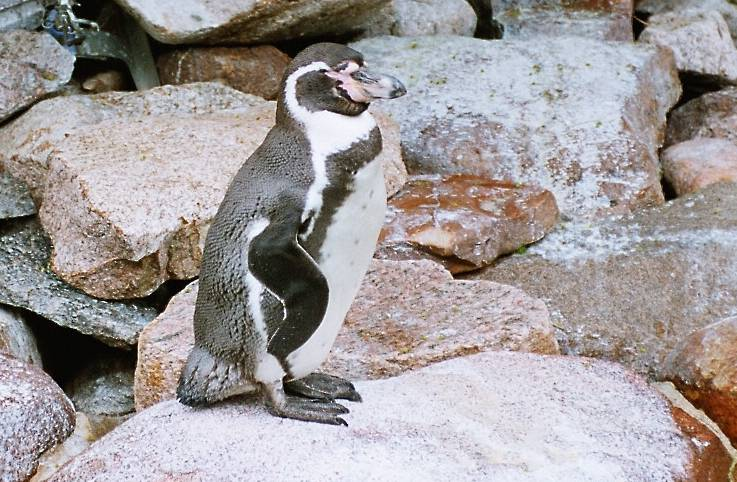
Pingüino de Humboldt (Spheniscus humboldti)

A lo largo de la historia son muy numerosos los reconocimientos que ha recibido la figura de Humboldt: especies biológicas, elementos geográficos, parques y reservas naturales, localidades, calles, buques, cuerpos espaciales, universidades, institutos, colegios, etc. Asimismo su figura ha sido reproducida en sellos y billetes.
Humboldt se convirtió en el paradigma del explorador del Romanticismo, un héroe-descubridor mitificado que eclipsó la reputación de todos los otros científicos con los que colaboró, como por ejemplo Bonpland.
En vida de Humboldt se publicaron numerosos elogios de sus contemporáneos. En particular, en México:
- En 1827, Humboldt recibió la nacionalidad mexicana como reconocimiento a sus labores, por parte del primer presidente de México, Guadalupe Victoria.[49]
- En 1854 recibió, por la mano del general Uraga, la gran cruz de la orden de Guadalupe que le había otorgado Santa Anna.[41]
- En 1859, el presidente mexicano Benito Juárez lo declaró Benemérito de la Patria.[49]

Sin embargo, a pesar de su amplia influencia en el mundo, la figura y la obra de Humboldt son relativamente poco conocidas en Alemania. Para dar vuelta a esta situación se han puesto en marcha varios proyectos destinados a dar a conocer masivamente su obra en su país natal y en el mundo. La más ambiciosa es la iniciativa para construir el Humboldt Forum, que será un centro cultural en el centro de Berlín.
Por otra parte, la iniciativa del escritor alemán Hans Magnus Enzensberger pretende recuperar la figura de Humboldt como ejemplo para sus conciudadanos, que a su juicio solo tienen presentes los personajes negativos de la historia alemana. Por ello publicó varias de sus obras (2004), entre ellas Cosmos y Ansichten der Kordilleren. La editorial Eichborn Verlag invirtió 1,5 millones de euros en el proyecto. Como parte de la campaña de divulgación de la figura del explorador, los aproximadamente 32 000 menores que estudian en escuelas que llevan el nombre de Humboldt recibieron gratis un paquete con las ediciones de Enzensberger.

## Obras publicadas

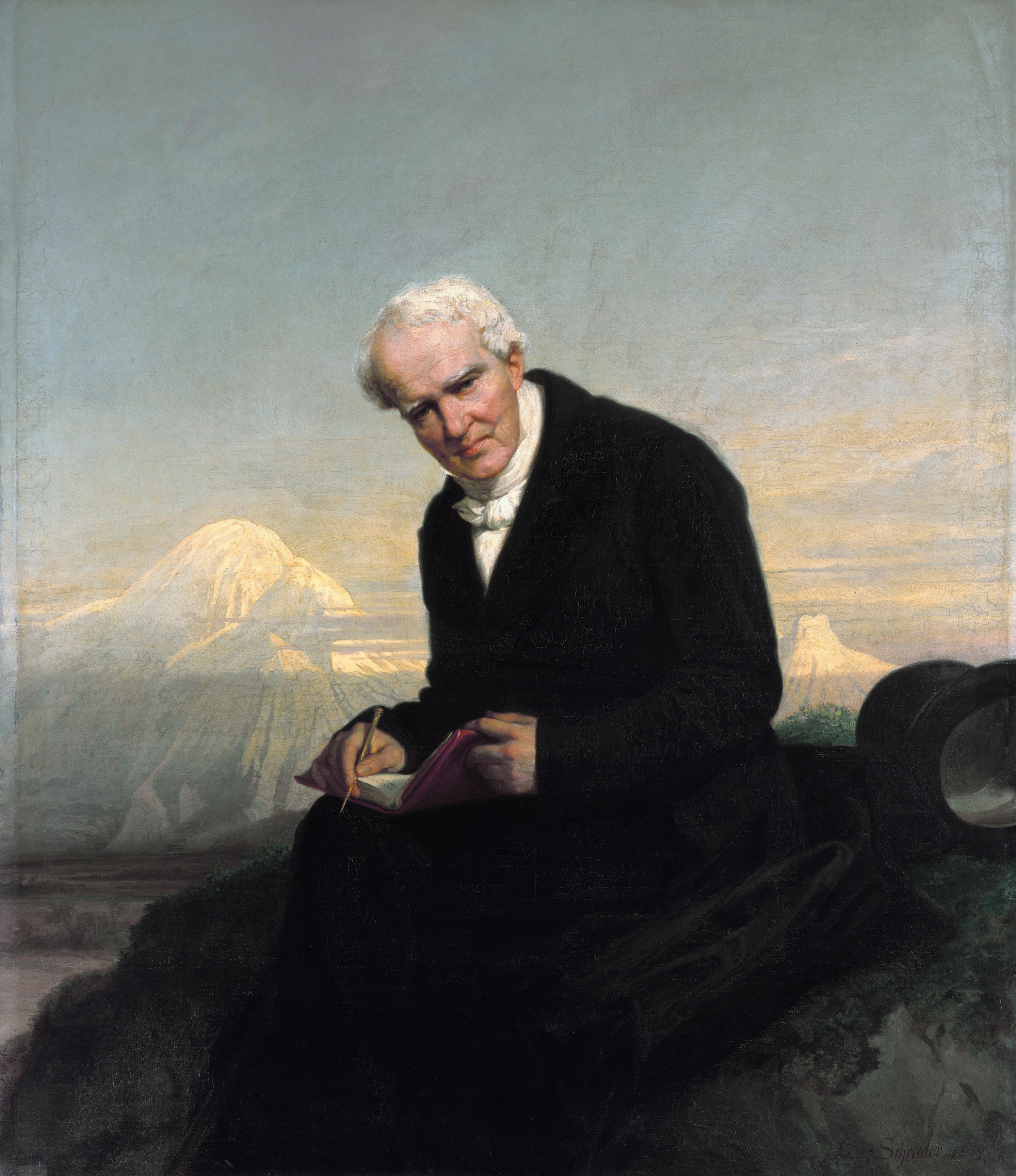
El último retrato de Alejandro de Humboldt de Julius Schrader (1859). A los pies del Chimborazo.

La obra bibliográfica de Alejandro de Humboldt es extensa. Sin embargo, son dos las obras que se pueden considerar como extremas o maestras: la primera de ellas escrita originalmente en francés y titulada Le voyage aux régions équinoxiales du Nouveau Continent (Viaje a las regiones equinocciales del Nuevo Continente), escrita conjuntamente por Humboldt y Aimé Bonpland entre 1799-1804 y publicada en París en 1807. La obra está compuesta de unos 30 volúmenes en formato de pliego o de cuartilla, y engloba un número considerable de obras subordinadas, siendo las más importantes:
- Vue des Cordillères et monuments des peuples indigènes de l'Amérique (Vista de la Cordillera y monumentos de los pueblos indígenas de América) (1810).
- Examen critique de l'histoire de la géographie du Nouveau Continent (Examen crítico de la historia de la geografía del Nuevo Continente) (1814-1834).
- Atlas géographique et physique du royaume de la Nouvelle Espagne (Atlas geográfico y físico del virreinato de la Nueva España) (1811).
- Essai politique sur le royaume de la Nouvelle Espagne (Ensayo político sobre el reino de la Nueva España) (1811).
- Essai sur la géographie des plantes (Ensayo sobre la geografía de las plantas) (1805).
- Relation historique (Relación histórica) (1814-1825), una narración inconclusa de sus viajes, inclusive: Essai politique sur l'île de Cuba (Ensayo político sobre la isla de Cuba).

La segunda obra de gran importancia y relevancia es Kosmos (Cosmos). Iniciada su redacción cuando Humboldt tenía 76 años de edad, es una obra que constituirá la coronación de su vida. Los primeros dos capítulos fueron publicados y básicamente elaborados entre los años 1845 y 1847. La idea de este trabajo deriva del deseo de comunicar una descripción gráfica del mundo físico que él había estudiado y observado durante casi medio siglo. Esta idea toma forma, por primera vez, después de una serie de conferencias dictadas por él en la Universidad de Berlín en el invierno de 1827-1828.
- HUMBOLDT, Alexander von. 1805-1833: Cuvier, Latreille, Valenciennes y Gay-Lussac cooperaron en el Recueil d'observations de zoologie et d'anatomie comparée.
- HUMBOLDT, Alexander von. 1805-1832: Recueil d'observations zoologie et d'anatomie comparée. París - Francia.
- HUMBOLDT, Alexander von. 1808: Ansichten der Natur (Stuttgart y Tubinga). A. de Humboldt tiene tres ediciones a lo largo de su vida, y fue traducido en prácticamente todas las lenguas europeas.
- HUMBOLDT, Alexander von. 1815-1825: Nova genera et species plantarum (7 vols. folio), que contiene descripciones de más de 4500 especies de plantas recolectadas por Humboldt y Aimé Bonpland, compilado principalmente por Karl Sigismund Kunth.
- HUMBOLDT, Alexander von. 1848-1858: Cosmos. Londres – Reino Unido.
- HUMBOLDT, Alexander von. 1907: Correspondance d'Alexandre de Humboldt avec François d'Arago. Ed. por E.T. Hamy. París - Francia.
- HUMBOLDT, Alexander von. 1808: J. Oltmanns ayudó en la preparación del “Recueil d'observations astronomiques.
- HUMBOLDT, Alexander von. 1955. Essai sur la geógraphie des plantes, accompagné d'un tableau physique. Instituto Panamericano de Geografía. Ciudad de México - México.
- HUMBOLDT, Alexander von. 1969. «Cartas de viaje.» En: Alejandro de Humboldt 1769-1969, pp. 145-158. Inter Naciones. Bad Godesberg - Alemania.
- HUMBOLDT, Alexander von. 1972. Cuadros de la Naturaleza. Monte Ávila Editores. Caracas – Venezuela. 2 volúmenes.
- HUMBOLDT, Alexander von. 1980: Cartas americanas. Biblioteca Ayacucho. Caracas - Venezuela.
- HUMBOLDT, Alexander von. 1982: Del Orinoco al Amazonas. Editorial Labor, S.A. Caracas - Venezuela.
- HUMBOLDT, Alexander von. 1991: Viaje a las regiones equinocciales del Nuevo Continente. (2.ª ed.). Monte Ávila Editores. Caracas – Venezuela. 5 volúmenes. Traducción de Lisandro Alvarado.

Homenajes y esculturas
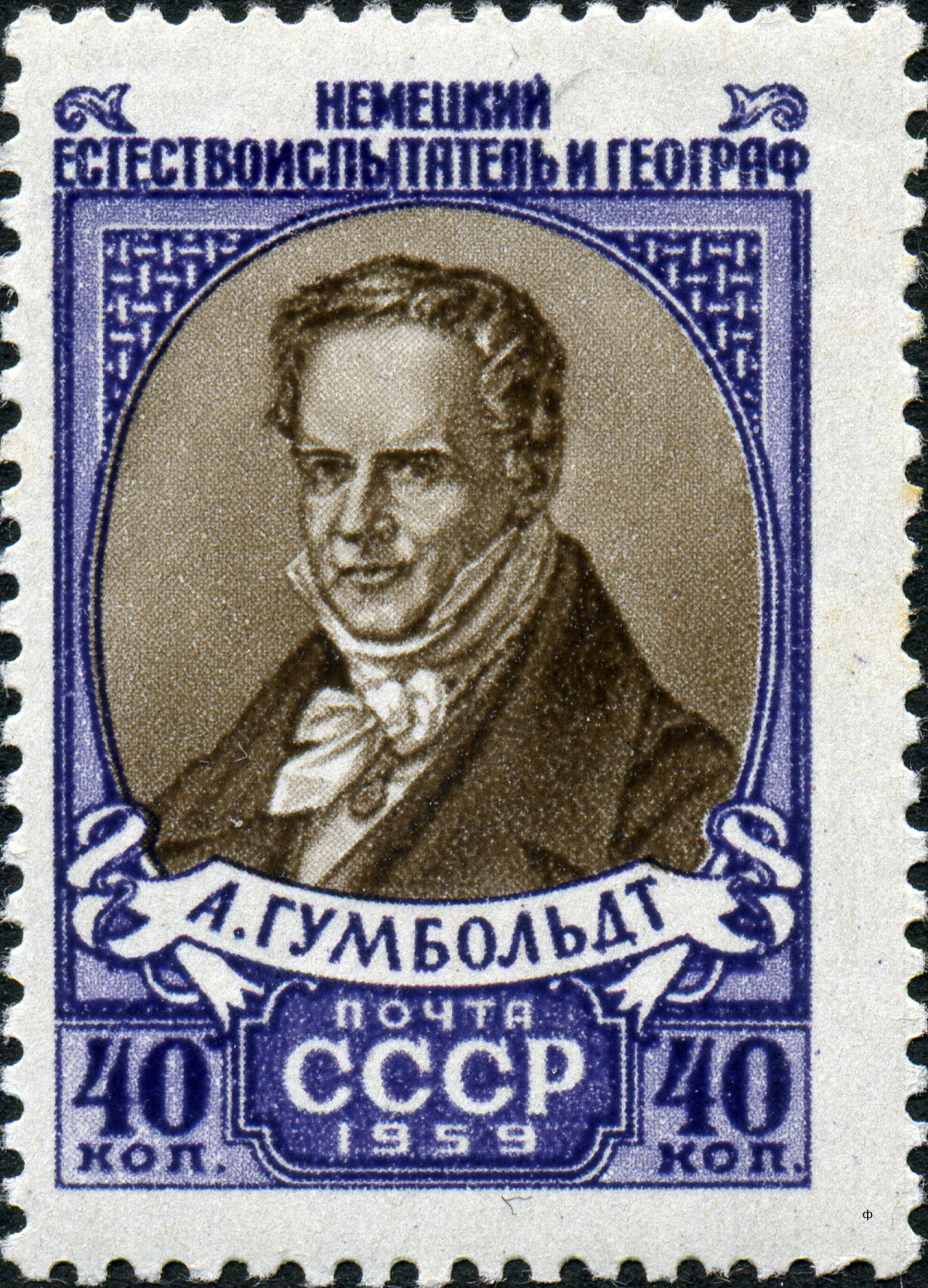
Estampilla postal en homenaje a Humboldt, Unión Soviética, 1959.
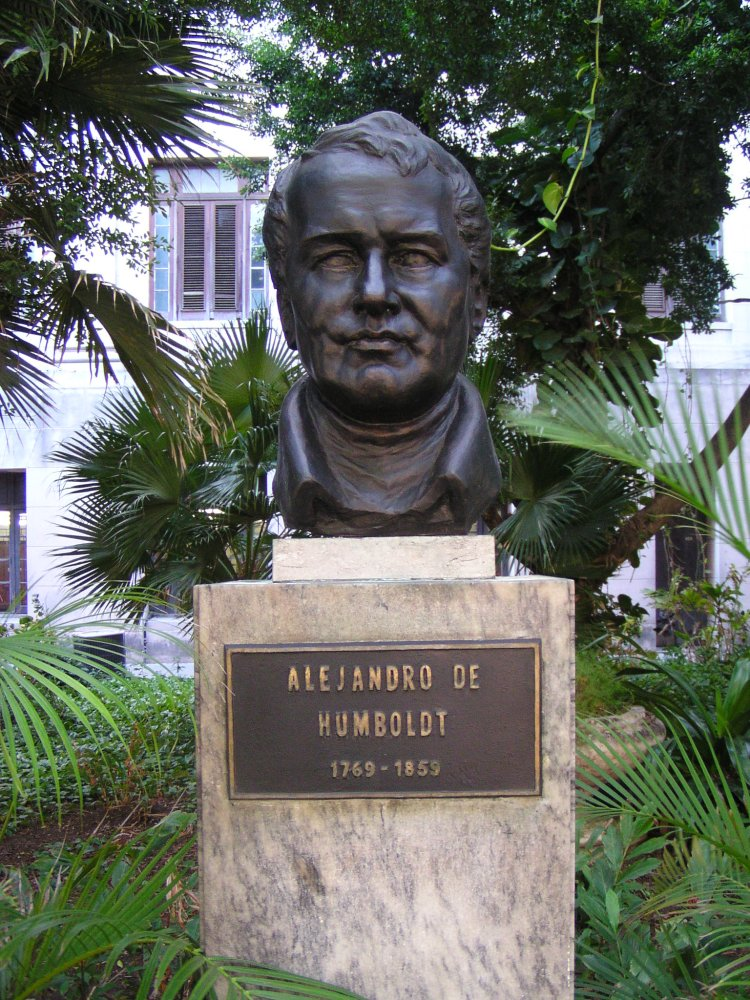
Busto de Humboldt en la Universidad de la Habana.
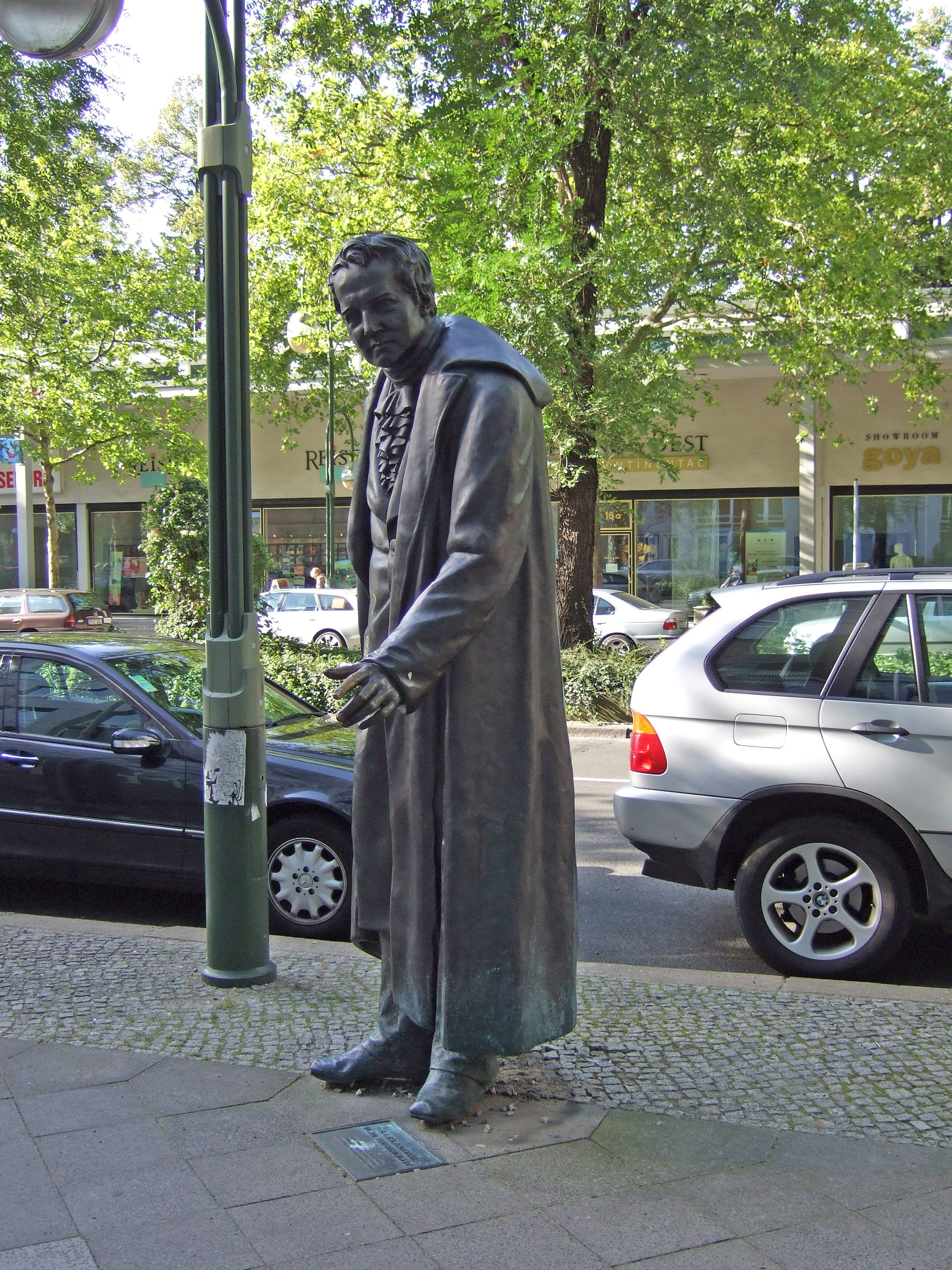
Estatua de Humboldt en la Budapester Strasse, Berlín
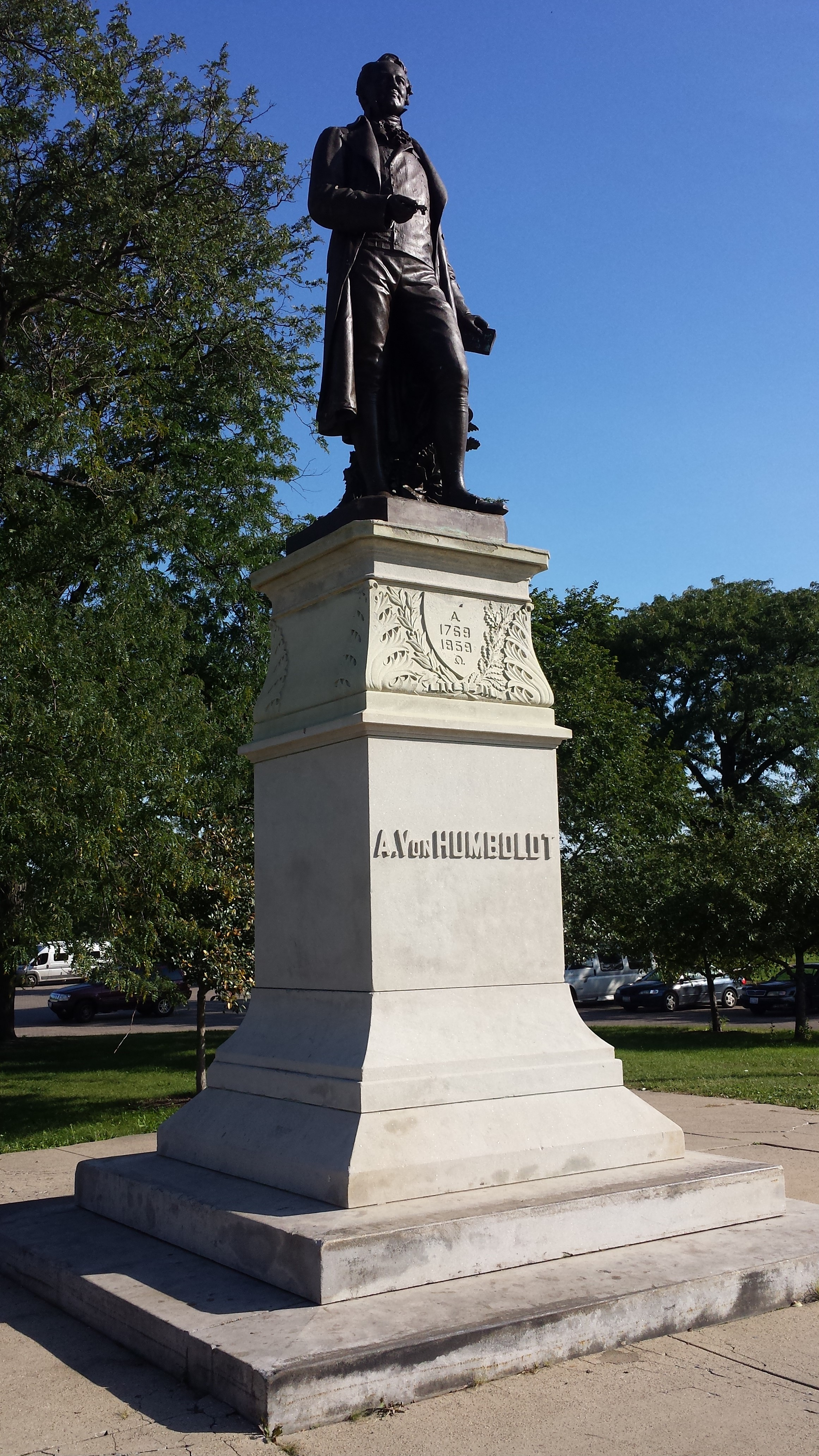
Estatua de Humboldt en el Humboldt Park, Chicago
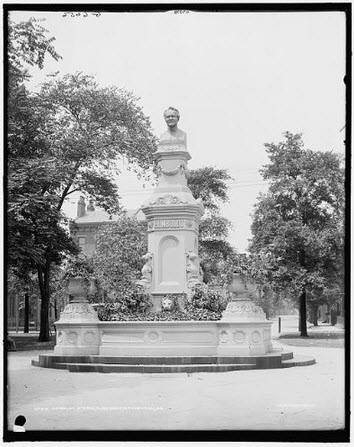
Estatua de Humboldt en el Allegheny West Park, Pittsburgh, Pennsylvania
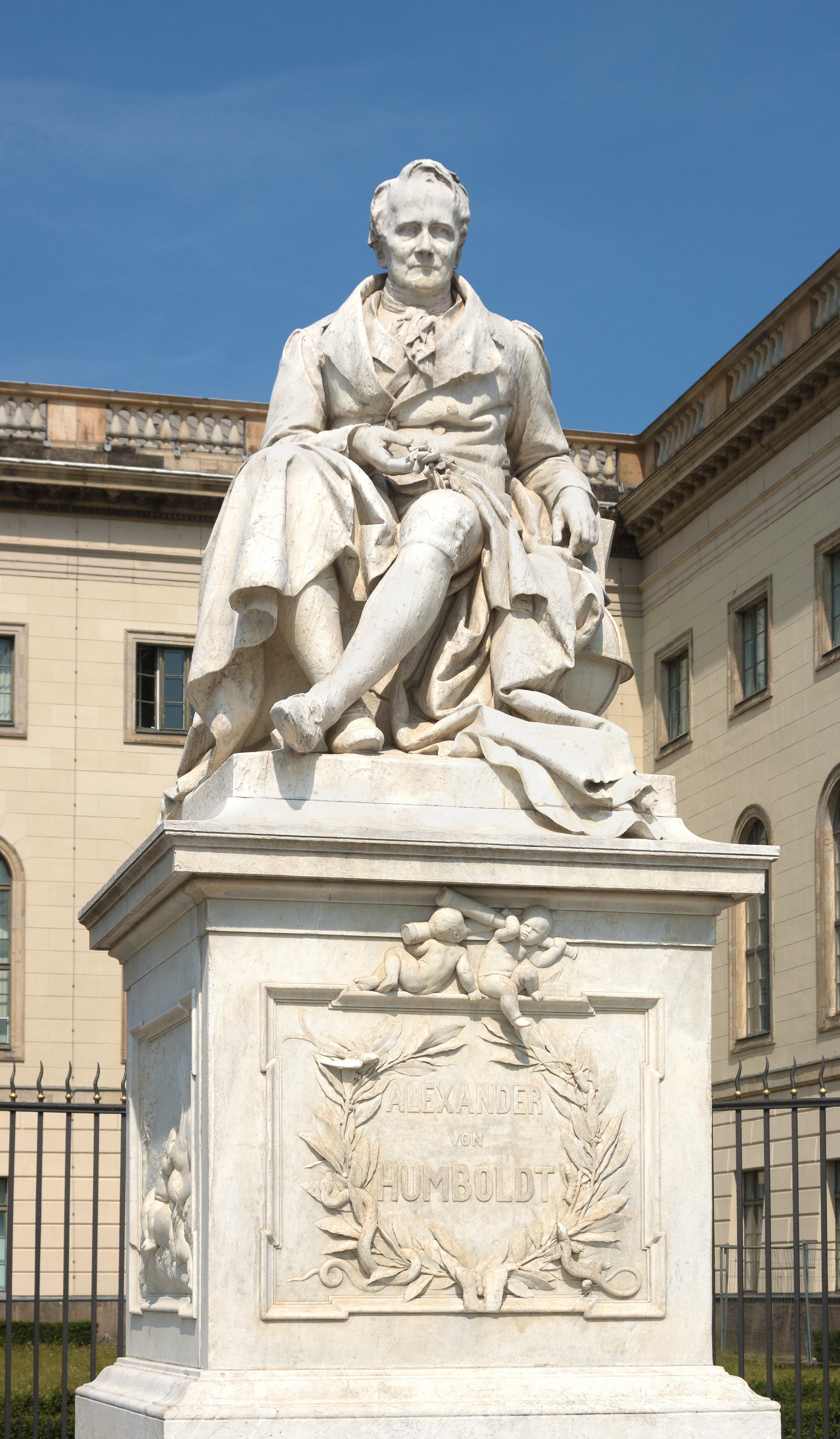
Estatua de Humboldt en la Universidad Humboldt de Berlin.
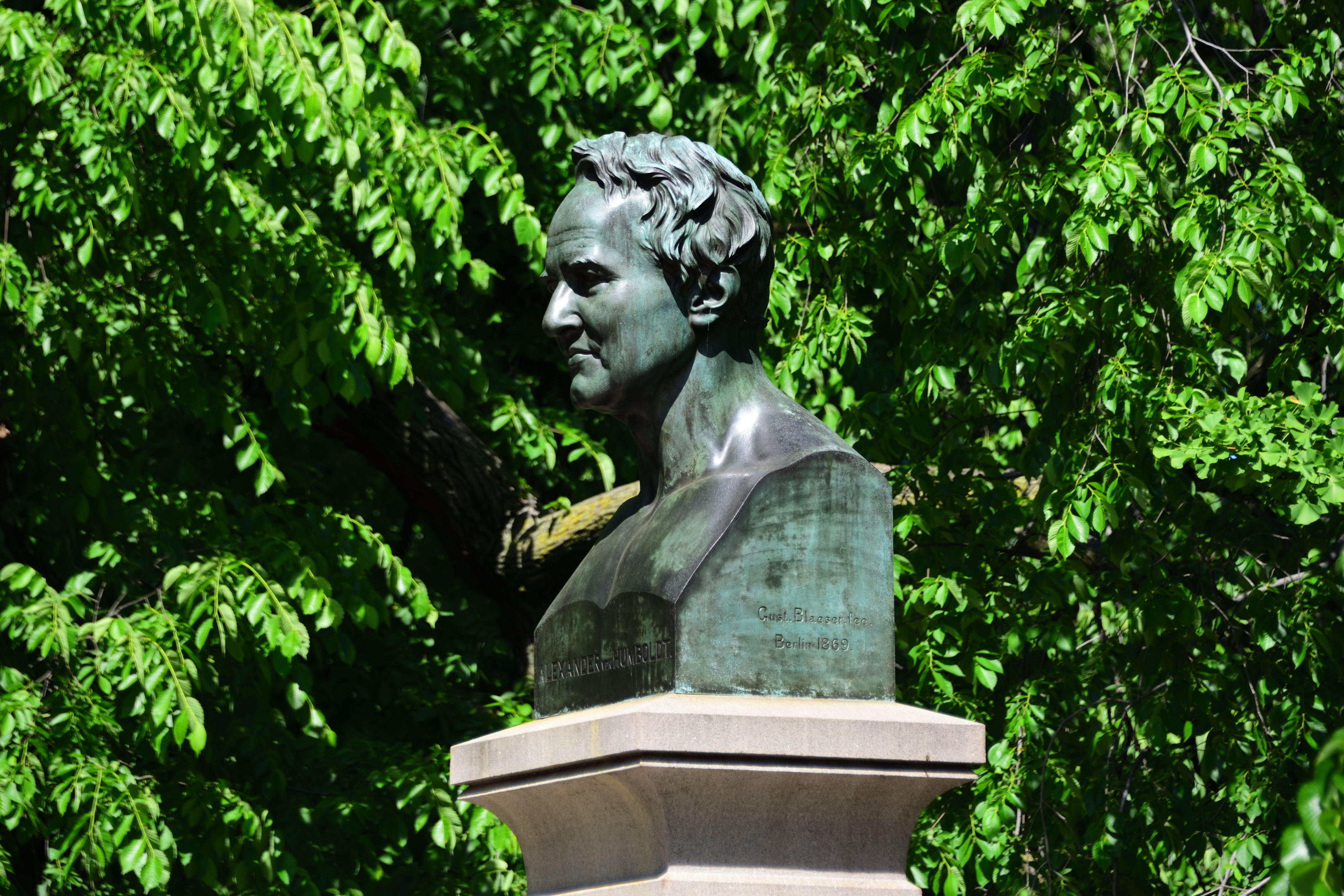
Busto de Humboldt en el Central Park, Nueva York
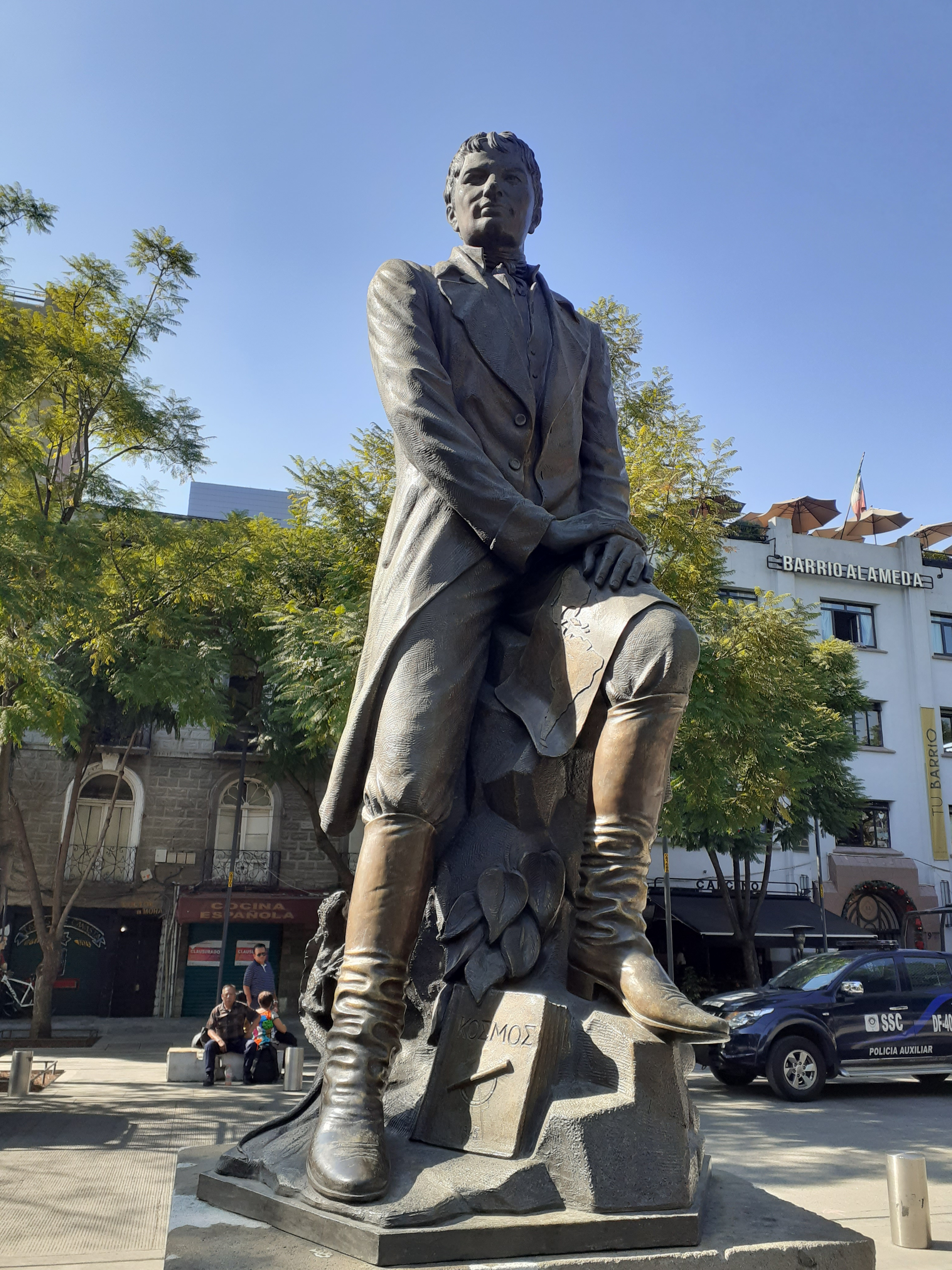
Estatua de Humboldt en la Alameda Central, Ciudad de México.
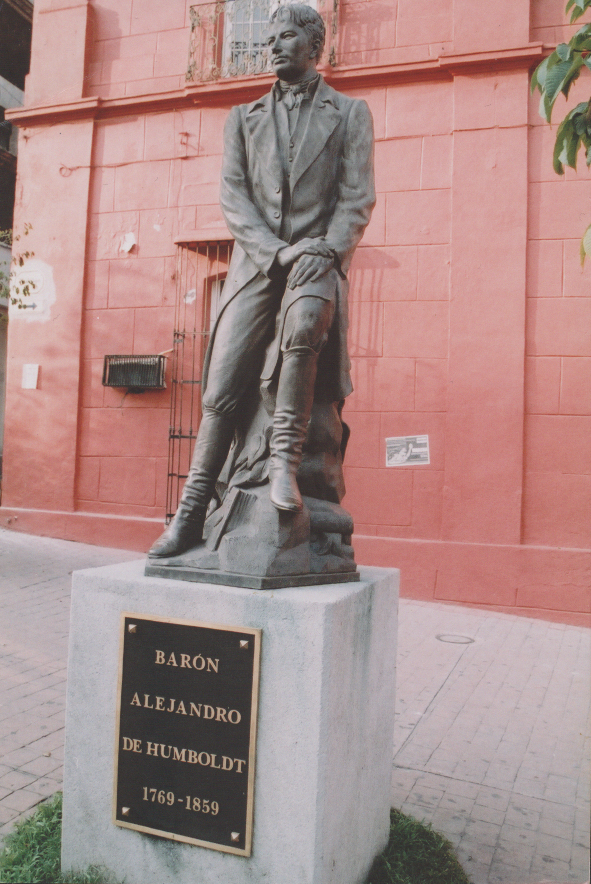
Estatua de Humboldt en Cuernavaca, México